# Leszczka Mała
Leszczka Mała [ˈlɛʂt͡ʂka ˈmawa] est un village polonais de la gmina de Perlejewo dans le powiat de Siemiatycze et dans la voïvodie de Podlachie. Il se situe à environ 2 kilomètres à l'ouest de Perlejewo, à 27  kilomètres au nord-ouest de Siemiatycze et à 74 kilomètres au sud-ouest de Białystok. 